# Narsarmijit
Narsarmijit (tidligere Narsaq Kujalleq og Frederiksdal), er Grønlands sydligste bygd, lokaliseret ca. 60°00′N 44°39′V, omkring 50 km fra Kap Farvel. Narsamijit hørte under Nanortalik Kommune indtil januar 2009 og havde i 2024 ca. 62 indbyggere og er nu del af Kujalleq Kommune.
Narsarmijit ligger omtrent på samme breddegrad som Oslo og Sankt Petersborg. Den ligger på den østlige bred af fjoden Narsap Saqqaa. De nærmeste bygder er Tasiusaq (23 km nordvest) og Aappilattoq 7 km nordøst). Distriktshovedstaden Nanortalik ligger 35 km mod nordvest.
Servicehuset indeholder et vaskeri og muligheder for badning, kulturværksted og møderum. Huset bliver desuden brugt til børnepasning i dagtimerne. Bygden har egen butik, hvor der kan købes de nødvendige dagligvarer.

## Historie
I 1824 grundlagde den Herrnhutiske Brødremenighed missionsstationen Frederiksdal i Narsarmijit. Navnet refererer til kong Frederik VI.
I 1900 forlod herrnhuterne Grønland. Efterfølgende blev Narsarmijit, som tidligere missionsstation, ligesom Alluitsoq, et separat sogn.
I 1906 bragte Jens Chemnitz 11 færøske får til Narsarmijit, hvilket markerede grundlæggelsen af fårehold i Sydgrønland.
Dengang præsten Jens Chemnitz boede i Narsaq Kujalleq. Efterhånden begyndte Chemnitz, at sælge eller låne enkelte får ud til folk fra andre bygder.
Bygden voksede fra midten af det 19. århundrede og fremefter på grund af torskefiskeriet og i år 1955 var der omkring 150 beboere i Narsarmijit.
Der var en LORAN-station i nærheden af Narsarmijit fra 1934 til 1987.
I november 2018 blev stedet officielt omdøbt til Narsarmijit, hvorimod det tidligere kun havde været kendt under dette navn i almindelig sprogbrug.

## Kendte personer
- Mâliâraq Vebæk (1917–2012), var en grønlandsk forfatter og lærer.